# Anisindione
L'anisindione è un farmaco anticoagulante, derivato dall'indandione.

L'azione anticoagulante è simile a quella del warfarin, rispetto al quale l'anisindione sembra essere più tossico.
Viene impiegato in quei soggetti che presentano una accertata intolleranza al warfarin.

L'anisindione inibisce la sintesi dei quattro fattori della coagulazione dipendenti dalla vitamina K: II, VII, IX e X. Inibisce inoltre le proteine anticoagulanti note come proteina C e proteina S.

## Farmacocinetica
L'attività anticoagulante del farmaco si esercita solo dopo un periodo di latenza necessario affinché a livello epatico avvenga il blocco, che deve essere parziale, dei fattori coagulativi sopra ricordati.

L'effetto terapeutico completo si ottiene a distanza di circa 36 ore dalla somministrazione orale ed è confermato dal riscontro di un tempo di protrombina prolungato e 'terapeuticamente adeguato'.

Il tempo di protrombina torna alla norma entro 24-48 ore dalla sospensione della terapia, ma in alcuni soggetti può restare prolungato tre giorni dopo l'interruzione.

## Usi clinici
Il farmaco trova impiego nel trattamento anticoagulante preventivo o curativo in caso di tromboembolia, infarto miocardico in luogo di o dopo terapia eparinica, arteriopatie degli arti inferiori.

Può essere inoltre utilizzato nella prevenzione delle complicazioni tromboemboliche dell'insufficienza cardiaca e delle protesi valvolari.

## Effetti collaterali e indesiderati
Come nel caso di altri farmaci anticoagulanti i maggiori effetti indesiderati del trattamento con anisindione sono correlati al rischio di emorragia di tipo e gravità variabile. Particolarmente frequente l'epistassi e la microematuria. Con minore frequenza sono state segnalate emorragie vaginali o del tratto gastrointestinale (a partire dal sanguinamento delle gengive).

In molti soggetti è stata descritta una dermatite associata al trattamento. Altri effetti indesiderati riportati in seguito alla terapia sono: nausea, vomito, crampi addominali, diarrea, febbre, orticaria, alopecia, priapismo, eritema e necrosi della pelle e altri tessuti, dolore alla bocca o ulcerazioni della bocca.

## Dosi terapeutiche
Nei primi trial clinici l'anisindione veniva somministrato alla dose di 500 mg il primo giorno quindi 300 mg, 300 mg e 200 mg i successivi tre giorni. Successivamente la dose iniziale normale fu stabilita in 300 mg il primo giorno, 200 mg il secondo e 100 mg il terzo.

La dose di mantenimento è variabile da soggetto a soggetto, in genere compresa tra 25 fino a 250 mg al giorno.

In ogni caso i pazienti debbono essere attentamente monitorati nel comportamento dell'attività protrombinica, specialmente all'inizio del trattamento.

## Avvertenze
Data la maggiore tossicità degli indandioni rispetto ai derivati cumarinici, essi sono riservati soltanto ai pazienti che non possono assumere warfarin e altri cumarinici.

L'anisindione deve essere usato con cautela in pazienti che prendono farmaci che possono causare emorragia.

Un segno precoce di sovradosaggio è dato da lievi emorragie (epistassi, sanguinamento delle gengive). In caso di necessità (attività protrombinica 15%) si somministrano 10–20 mg di vitamina K per endovena.

## Interazioni
Non si deve associare l'anisindione all'acido tienilico o al miconazolo che ne potenziano fortemente l'azione.

L'attività del farmaco è antagonizzata da tutti quegli alimenti che contengono vitamina K, ad esempio crauti o verdure crude.

Altri farmaci che potenziano l'azione dell'anisindione sono: olio di paraffina, clofibrato, fenilbutazone, acido etacrinico, sulfamidici, acido nalidixico, cloramfenicolo, acido mefenamico, cloralio idrato, D-tiroxina, ormoni tiroidei, IMAO, disulfiram, acido acetilsalicilico e salicilati.

Farmaci in grado di inibirne l'azione sono gli antiacidi a dosi elevate, il carbone, la colestiramina, i barbiturici, la glutetimide, la rifampicina, la griseofulvina e il metaqualone.

L'anisindione a sua volta, può potenziare gli effetti ipoglicemizzanti delle sulfaniluree e la tossicità della difenilidantoina.

## Letteratura
- Koelsch, J. Am. Chem. Soc. 58, 1331, 1936
- Horeau, Bull. Soc. Chim. France 53, 1948